# Cryptochironomus javaniensis
Cryptochironomus javaniensis är en tvåvingeart som först beskrevs av Pankratova 1950.  Cryptochironomus javaniensis ingår i släktet Cryptochironomus och familjen fjädermyggor. Inga underarter finns listade i Catalogue of Life.